# Želodec
Želódec (starogrško γαστήρ, latinizirano: gastḗr ali στόμαχος, stómahos; latinsko stomachus, gaster, ventriculus) je votli mišični organ, del prebavnega trakta, ki deluje kot vitalni prebavni organ. Prisoten je pri ljudeh in številnih drugih živalih, vključno z več nevretenčarji. V prebavnem sistemu ima želodec glavno vlogo v drugi fazi prebave, in sicer po žvečenju. Njegova prvotna funkcija ni absorpcija hranil, saj to vlogo prevzema zlasti črevesje. Pri večini živali in pri človeku je odgovoren za razgradnjo velikih molekul na manjše, ki se nato v črevesju lažje absorbirajo. 
Pri ljudeh in številnih drugih živalih se želodec nahaja med požiralnikom in tankim črevesjem. Izloča prebavne encime in želodčno kislino, s čimer pomaga pri prebavi hrane. Prehod delno prebavljene hrane iz želodca v dvanajstnik nadzoruje pilorični sfinker. Od tam naprej za premik hrane po preostanku prebavne poti skrbi peristaltika.
Pri človeku je v želodcu okolje zelo kislo – pH je okoli 1,5–2 in ga vzdržuje klorovodikova kislina, ki se v želodcu izloča.

## Struktura
Pri ljudeh se želodec nahaja v levem zgornjem delu trebušne votline med požiralnikom in dvanajstnikom. Za njim leži trebušna slinavka. Večino želodca leži za levi rebrnim lokom. Projekcija tega dela želodca na površino se imenuje Traubeov polmesečni prostor. Preostanek se projicira kot Labbeov želodčni trikotnik. Od velike krivine želodca poteka velik dvojni del drobovne potrebušnice (visceralnega peritoneja), imenovan peča ali veliki omentum. Vhod v želodec omejuje spodnji požiralnikov sfinkter, izhod iz njega pa pilorični sfinkter. Oba sfinktra nadzorujeta prostornino hrane v njem. 
Želodec je obkrožen s parasimpatičnimi (stimulativnimi) in simpatičnimi (inhibitornimi oziroma zaviralnimi) pleksusi (mrežami krvnih žil in živcev), ki uravnavajo aktivnost izločanja želodčnih izločkov in gibanja mišic.
Kapaciteta želodca sicer znaša približno 2,5 litra tekočine. Pri odraslih ljudeh sproščen prazen želodec obsega volumen okoli 75 mililitrov. Običajno se razširi, ko vsebuje približno en liter hrane. Pri novorojenčku lahko želodec shrani le okoli 30 militrov hrane.

### Anatomska delitev
Želodec leži med požiralnikom in dvanajsternikom. Leži levo v trebušni votlini, želodčni svod (fundus) leži pod trebušno prepono. 
Makroskopsko so robovi želodca razdeljeni na dve krivini:
- malo želodčno krivino – desni oziroma medialni rob želodca,
- veliko želodčno krivino – levi oziroma lateralni in spodnji rob želodca.

Želodec je razdeljen na pet odsekov – vsak med njimi ima različno zgradbo in funkcijo:
- kardija – predstavlja ločnico med požiralnikom in želodcem. V bližini se nahaja spodnji požiralnikov sfinkter. Opredeljena je kot območje, kjer požiralnikov skvamozni epitelij preide v cilindrični epitelij, značilen za želodec;
- želodčni svod (fundus) – leži višje od kardije in je običajno zapolnjen z zrakom, gradi ga zgornja krivina želodca;
- telo želodca (korpus) – predstavlja največji odsek želodca, osrednjo regijo;
- pilorični antrum – odsek želodca med telesom in vratarjem;
- vratar (pilorus) – predstavlja mejo z dvanajstnikom in ga obdaja močan sfinkter. Olajša praznjenje vsebine v tanko črevo.

### Prekrvitev
Arterijsko arkado male želodčne krivine gradita leva in desna želodčna arterija (arteria gastrica sinistra in arteria gastrica dextra). Leva poteka po zgornjem delu, desna pa po spodnjem delu. Združita se na predelu želodca, imenovanem angularna incizura želodca (incisura angularis gastris).
Arterijsko arkado velike želodčne krivine gradita leva in desna gastroepiploična arterija (drugo ime je gastroomentalna arterija). Leva je veja vranične arterije, desna pa je veja arterije za želodec in dvanajstnik.
Želodčni svod prekrvujejo kratke želodčne arterije (arteriae gastricae breves), ki so veje vranične arterije. Te skupaj z levo želodčno arterijo oskrbujejo tudi kardijo.
Zadnja stena želodca je v neposredni bližini vranične arterije (arteria lienalis). Krvavitev iz nje v primeru predrtja razjede zadnje stene želodca se lahko konča s smrtjo.

## Izločki
Želočna sluznica je sestavljena iz različnih žleznih celic, te pa izločajo
- sluz
- klorovodikovo kislino (HCl)
- encime

Sluz deluje kot zaščita pred prebavnimi encimi, da želodec ne prebavi samega sebe.
Klorovodikova kislina oziroma HCl
- deluje baktericidno
- pospešuje peristaltiko
- aktivira encime
- nabreka beljakovine

Encimi
Pepsinogen je neaktivna oblika pepsina (encima, ki prebavlja beljakovine). V želodec pride kot želočni sok.
Želodčni sok je izloček želočne sluznice. Sestavljen je iz sluzi, klorovodikove kisline, neaktivne oblike encimov in vode. Izloči se ga 2–3 litre na dan. Njegov pH je med 1,5 in 4. Sprošča se pod živčno in hormonalno kontrolo. Ko pride hrana v usta, se prenese vzburjenje preko živcev, do endokrinih žlez želodčne sluznice. Te začnejo v kri sproščati hormon gastrin. Ta vpliva na eksokrine žleze želodčne sluznice, da začnejo izločati klorovodikovo kislino (HCl). Gastrin preneha z izločanjem takoj, ko je dovolj HCl v želodcu. Ena izmed nalog HCl je aktivacija encimov in ravno zato jo potrebujemo tukaj. Nereaktiven pepsinogen se spremeni v aktiven pepsin, ki začne razgrajati beljakovine (cepi peptidne vezi).

## Funkcija

### Prebava
V človeškem prebavnem sistemu bolus (majhna zaokrožena masa prežvečene hrane) vstopi v želodec iz požiralnika preko spodnjega požiralnikovega sfinktra. Želodec izloča proteaze (encime, kot je pepsin, ki prebavljajo beljakovine) in klorovodikovo kislino, ki ubija ali zavira bakterije in zagotavlja kisel pH (vrednost okoli 2) za delovanje proteaz. Mišične kontrakcije želodčne stene zmanjšajo prostornino želodčnega svoda in pripomorejo k pretvorbi bolusa v delno razgrajeno hrano. Ta počasi prehaja skozi pilorični sfinkter naprej v dvanajstnik, kjer se začne ekstrakcija hranilnih snovi. Dolžina prebavljanja hrane je odvisna od količine in vsebine obroka, načeloma pa želodec prebavi hrano med štiridesetimi minutami in nekaj urami. Povprečen človeški želodec lahko zadrži okoli liter hrane.
Želodčni sok vsebuje tudi pepsinogen. Klorovodikova kislina aktivira to neaktivno obliko encima v aktivno obliko, to je pepsin. Ta razgrajuje beljakovine v polipeptide.

### Absorpcija
Čeprav absorpcija v človeškem prebavnem sistemu večinoma poteka v tankem črevesju, se v želodcu ponovno privzamejo nekatere majhne molekule. To so:
- voda, če je telo dehidrirano,
- zdravilne učinkovine, kot je aspirin,
- aminokisline,
- 10–20 % zaužitega etanola (npr. iz alkoholnih pijač),
- kofein,
- v manjšem obsegu tudi vitamini, ki so topni v vodi (večina se jih absorbira v tankem črevesju).

Parietalne celice človeškega želodca proizvajajo intrinzični faktor, ki je potreben za absorpcijo vitamina B12. Ta se uporablja v celičnem metabolizmu in je potreben za nastanek rdečih krvnih celic ter za delovanje živčnega sistema.

## Histologija
Histološko sestoji želodec iz treh plasti:
- želodčna sluznica (tunica mucosa gastrica) – vsebuje številne žleze,
- mišična plast (tunica muscularis gastrica) – sestoji iz gladkega mišičja,
- serozna mrena (tunica serosa) – vezivna mrena, ki odeva želodec od zunaj in je del potrebušnice.

## Bolezni
- Peptična razjeda
- Cushingova razjeda
- Rak na želodcu
- Gastritis
- Plastični linitis
- Zollinger-Ellisonov sindrom
- Dispepsija

## Zgodovina
V strokovnih krogih so se kar nekaj časa ukvarjali z vprašanjem, ali je kardija (prehod med požiralnikom in želodcem) del želodca, del požiralnika ali samostojna entiteta. Sodobni kirurški in drugi medicinski učbeniki se sedaj strinjajo, da je kardija del želodca.

### Etimologija
Slovenska beseda izhaja iz praslovanske osnove *želǫ̋dь ‛želodec’, kar pa verjetno ni sorodno z enakozvočnico s pomenom ‛želod’.
Angleško poimenovanje za želodec – stomach – izhaja iz latinske besede stomachus, ki izvira iz grškega stomachos (στόμαχος). Ta je nastala iz besede stoma (στόμα), ki pomeni usta. Grška beseda gaster, ki se prav tako uporablja v medicini kot predpona za poimenovanja, povezana z želodcem, pa pomeni trebuh.